# 顧廷龍
顾廷龙（1904年—1998年8月22日），字起潜。江苏苏州人。中國圖書館事業家、目錄學家、書法家。
1930年代畢業於上海持志大学，後進入北平燕京大學進修。畢業後留校圖書館工作。1962年，上海市人民政府任命他為上海圖書館館長，擔任此職直到1998年逝世。
沈津是其弟子。